# Общее достояние
Общее достояние (лат. res communis omnium) — термин римского права, определявший вещи, которые по своей природе являются общечеловеческой собственностью (например, воздух). Понятие сохранило свою актуальность в международном праве (например, при обсуждении присвоения космического пространства) и в странах общего права.

## История
А. Капурсо (англ. Andrea Capurso) прослеживает происхождение общего достояния к делению в Институциях Гая (II век н. э.) вещей на подлежащие божественному или людскому правосудию. При этом сделки с вещами, подлежащими божественному правосудию (лат.  res divini iuris), запрещались.
Чёткое оформление понятие нашло в Дигестах (530 год н. э.), где вещи разделялись на пять классов, три класса вещей имели владельца:
- лат. res publicae, близко к современной государственной собственности;
- лат. res universitatis, аналогично общественной собственности;
- лат. res privatae, частная собственность.

Вещи в двух классах не имели владельцев:
- лат. res nullius — бесхозяйные вещи, которые могут обрести владельца;
- лат. res communis — вещи, у которых владельца не может быть и потому попытки их присвоения запрещены. К общему достоянию относились воздух, текущая вода (в том числе осадки), моря и, для обеспечения доступа к морям, их берега.

В отношении общего достояния закон требовал:
1. свободы доступа;
2. свободы использования: вещи, находящиеся в «контейнерах» общего достояния — рыбы в море, птицы в воздухе, камни на берегу — считались бесхозяйными, их мог присвоить любой желающий;
3. запрета на присвоение: хотя на берегу можно было возвести временную постройку (например, для рыбной ловли), права собственности на часть берега от этого не возникало.

## В современности

### Биологические ресурсы океана
В XVII веке голландский правовед Гуго Гроций заявил, что «море не может истощиться ни вследствие плавания по нему, ни вследствие рыбной ловли, то есть ни одним из способов, которыми оно может быть использовано». Он указывал, что море должно рассматриваться как res communis (вещь общего пользования), а не как res nullius (ничейная вещь, которой каждый может завладеть). Но в 1947 году Перу объявила своей собственностью рыбу, обитающую в пределах 200 миль от её берегов, затем этому примеру последовали многие другие страны. Конвенция ООН по морскому праву 1982 года узаконила 200-мильные экономические зоны, однако вылов рыбы и других морских организмов за их пределами допустим для всех.

### Космос
Правовой режим космического пространства и небесных тел регулируется серией резолюций Генеральной Ассамблеи ООН (особое значение из которых имеет резолюция 1962 (XVIII)) и Договором о космосе 1967 года. Основные элементы этого режима заключаются в том, что космос и небесные тела признаются территорией общего использования (res communis), космос и небесные тела открыты для исследования и использования всеми государствами на недискриминационной основе в соответствии с международным правом, при свободном доступе во все районы небесных тел. 
Однако возможный переход в практическую плоскость казавшихся некогда фантастическими идей добычи космических ресурсов создает новые проблемы. В 2020 году более 30 экспертов из разных стран указали, что отсутствие ясных международных правил относительно коммерческой добычи космических ископаемых создает проблемы для соответствующих компаний. Поэтому государства принимают национальные акты, чтобы поддержать их и регулировать их деятельность. Так в 2015 году в США был принят Закон о конкурентоспособности коммерческих космических запусков, или закон о стимулировании частной космической конкурентоспособности (Commercial Space Launch Competitiveness Act of 2015) разрешает гражданам США свободно заниматься разработкой планет и астероидов, владеть и распоряжаться полученными ресурсами, в том числе, водой и минералами (но не живыми объектами). Аналогичные законы были приняты в 2017-21 годах в ОАЭ, Люксембурге и Японии.

### Антарктика
Договор об Антарктике 1959 года предусматривает использование Антарктики только в мирных целях и свободу научных исследований. Однако этот договор не решает вопрос доступ к полезным ископаемым Антарктики. Как предполагается, в Антарктиде существуют обширные залежи каменного угля, железной руды, меди, цинка, никеля, свинца и других полезных ископаемых. Однако наибольший практический интерес представляют запасы нефти и газа на шельфе Антарктики. По некоторым данным, в одном только регионе моря Росса содержится около 50 миллиардов баррелей нефти и более 100 триллионов кубометров газа. В 1988 году участники Договора об Антарктике предприняли попытку обсудить возможность добычи полезных ископаемых и приняли соответствующую конвенцию. Однако она так и не вступила в силу, а вместо нее в 1991 году был подписан Мадридский протокол, вступивший в силу в 1998 году. Он запрещает добычу любых ископаемых на территории Антарктики. Но этот запрет не является бессрочным: текст протокола должен быть пересмотрен через 50 лет после его вступления в силу, в 2048 году. 
Концепция общего достояния в применении к Антарктике означает, что любой вправе использовать её ресурсы. Однако власти многих развивающихся стран рассматривают Антарктику как общее наследие человечества и критикуют систему Договора об Антарктике как группу развитых стран, присвоивших себе право определять судьбу Антарктики.